# Sambische Volleyballnationalmannschaft der Frauen
Die sambische Volleyballnationalmannschaft der Frauen ist die Auswahl sambischer Volleyballspielerinnen, welche die Zambia Volleyball Association (ZAVA) auf internationaler Ebene, beispielsweise in Freundschaftsspielen gegen die Auswahlmannschaften anderer nationaler Verbände, aber auch bei internationalen Wettbewerben repräsentiert. 1970 trat der nationale Verband dem Weltverband Fédération Internationale de Volleyball (FIVB) bei. Im August 2012 wurde die Mannschaft nicht in der Weltrangliste geführt.

## Internationale Wettbewerbe

### Sambia bei Weltmeisterschaften
Die Mannschaft konnte sich bisher nicht für eine Weltmeisterschaft qualifizieren.

### Sambia bei Olympischen Spielen
Bisher gelang es der Mannschaft nicht, sich für die olympischen Wettbewerbe zu qualifizieren.

### Sambia bei Afrikameisterschaften
Die Mannschaft kann bisher eine Teilnahme an der Afrikameisterschaft vorweisen:
| - 1976: nicht qualifiziert - 1985: nicht qualifiziert - 1987: nicht qualifiziert - 1989: nicht qualifiziert - 1991: nicht qualifiziert - 1993: nicht qualifiziert - 1995: 6. Platz - 1997: nicht qualifiziert | - 1999: nicht qualifiziert - 2001: nicht qualifiziert - 2003: nicht qualifiziert - 2005: nicht qualifiziert - 2007: nicht qualifiziert - 2009: nicht qualifiziert - 2011: nicht qualifiziert |

### Sambia bei den Afrikaspielen
Sambias Volleyballnationalmannschaft der Frauen nahm bisher nicht an den Wettbewerben der Afrikaspiele teil.

### Sambia beim World Cup
Sambia kann bisher keine Teilnahme am World Cup – dem Qualifikationsturnier für die Olympischen Spiele – vorweisen.

### Sambia beim World Grand Prix
Der World Grand Prix fand bisher ohne sambische Beteiligung statt.